# Johann Philipp Sonntag
Johann Philipp Sonntag (* 31. Mai 1778 auf dem Mauracher Hof bei Denzlingen; † 17. Januar 1845 in Emmendingen) war ein Papierfabrikant und badischer Politiker. 
Der Sohn eines Gutsbesitzers besuchte die Lateinschule in Müllheim, bevor er sich in Basel zum Kaufmann ausbilden ließ. Seit 1800 besaß er das Bürgerrecht der Stadt Emmendingen, erwarb dort ein stattliches Haus und heiratete 1801 Maria Jacobina Kreglinger, die Tochter eines wohlhabenden Wirts und Posthalters. 1813 erwarb er eine Papiermühle, die bis zu seinem Tod Papier noch von Hand schöpfte und in ihrer Blütezeit 150 Menschen beschäftigte. 1831 bis 1835 war er Bürgermeister seiner Stadt und gehörte in diesem Zeitraum auch der Zweiten Kammer des Badischen Landtags in Karlsruhe an. Er war der Schwager des Landtagsabgeordneten Christoph Kreglinger. Johann Philipp Sonntag gehörte der evangelischen Kirche an.